# Římskokatolická církev na Maltě
Římskokatolická církev dominuje náboženské scéně na Maltě, kde je bezkonkurenčně největší náboženskou organizací. Hlásí se k ní 95–98 % obyvatel, což dělá z Malty nejkatoličtější zemi světa. Nedělní bohoslužby pravidelně navštěvuje více než polovina obyvatel.
Ústava Malty definuje římský katolicismus jako státní náboženství a přiznává katolické církvi výjimečné postavení ohledně hodnocení a výuky etických a morálních problémů. Vliv katolicismu je i jinak silně patrný v zákonodárství Malty – není povolena interrupce a rozvod se uzákonil až v roce 2011.

## Struktura
- arcidiecéze Malta
  - diecéze Gozo